# Bouine

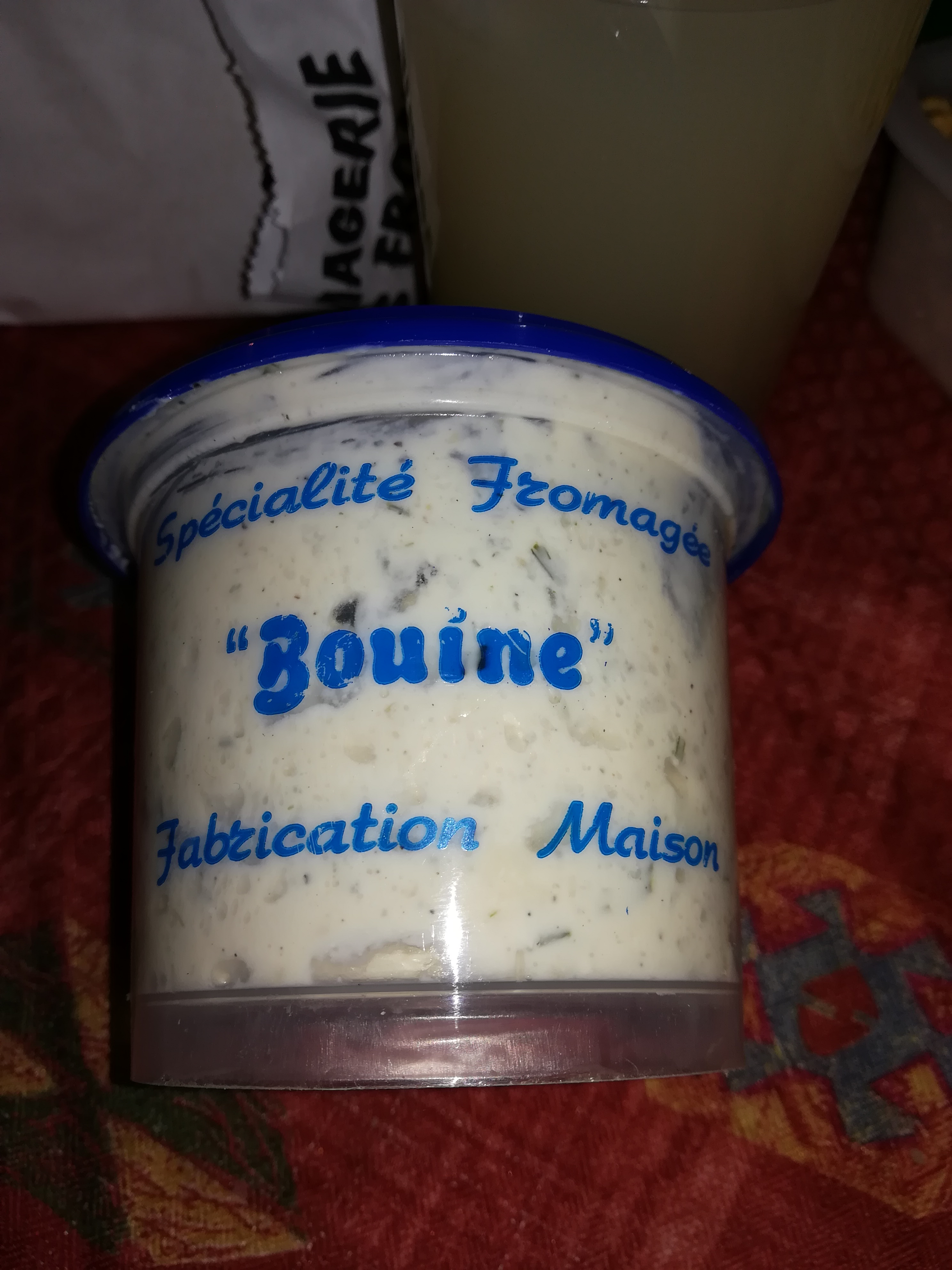
Pot de bouine.

La bouine est une spécialité fromagère de la Sarthe, et connue également sous le nom de "fromagée". 
Recette ancestrale, elle est réalisée à partir des restes de fromages, auxquels on ajoute crème fraîche, ail et persil, le tout mixé ou battu à la fourchette en pâte à tartiner.
Idéalement, la base doit être constituée d'un chèvre, d'un fromage à pâte molle (tel le Brie) et d'un fromage à pâte persillée, mais le principe étant de recycler les restes, tous les fromages sont utilisables.
On la conserve en bocal, au frais ou en terrine. On peut aussi la faire vieillir un mois avant consommation.
Il est probable que le principe de récupérer les restes n'ait pas une origine géographique particulière, mais que l'appellation réputée dans la Sarthe se soit généralisée, issue du vieux français. 
En pays Sarthois, la recette est très populaire et il en existe de deux sortes.
La première est constituée exclusivement de fromage de chèvre, auquel on ajoute sel, poivre, ail, persil, poivre et eau-de-vie.
La seconde variante sarthoise, baptisée la "bouine à la goutte" ,, adjoint du fromage blanc et un oignon.   
Au Mans, le fromage blanc utilisé est généralement du fromage faisselle.
Le nom de cette recette est probablement issu de l'ancien patois aunisien. En effet, le terme "bouine" ferait référence à la « mouche-bouine », connue pour être le taon et pour s'attaquer aux bovins et chevaux, dont l'odeur agressive des déjections avait la réputation d'attirer l'insecte . 
S'il est amusant de noter qu'on traitait autrefois la goutte avec des "fientes de bouine" , l'allusion à l'odeur forte et à la saveur relevée ne fait aucun doute.      
Dans le patois de l'ouest de la France (principalement dans l'Anjou, et la Mayenne) le terme "bouine" désigne également un petit bricolage avec les moyens à disposition ou une petite occupation sans grand intérêt. Le terme bouine ou bouiner désigne également une activité peu efficace, une personnes qui tourne en rond, ou qui brasse du vent. En général, le fait de bouiner implique une nonchalance et une fainéantise face à une tâche à accomplir ou un rendez-vous à honorer. Exemple: Qu'es-ce tu bouines ça fait deux heures qu'on t'attends ?      